# Паранормальное явление 5: Призраки в 3D
«Паранормальное явление 5: Призраки в 3D» (англ. Paranormal Activity: The Ghost Dimension — «Паранормальное явление: Призрачное измерение») — шестой фильм из серии «Паранормальное явление». Режиссёр Грегори Плоткин, сценарий — Джейсон Пэйген, Эндрю Дючман, Адам Робител. Премьера фильма состоялась 21 октября 2015 года в мире, 22 октября 2015 года в России.

## Сюжет
Фильм начинается с концовки третьей части данной серии фильмов и небольшого продолжения. После того как тело Денниса неожиданно изгибается и он умирает, бабушка Лоис берёт за руки Кристи и Кэти и уводит их на чердак. Пока они идут, кто-то берёт с пола камеру и тоже идёт с ними. На чердаке Лоис знакомит девочек с каким-то мужчиной, который утверждает, что лично знаком с Тоби (демоном из серии фильмов) под разными именами. Далее он говорит им о неком пророчестве: Кристи должна будет родить ребёнка, который будет «избранным», а Кэти будет центральной фигурой исполнения пророчества.
Действия фильма происходят за месяц до Рождества. Райан Флидж, его жена Эмили, их дочь Лейла и Скайлер (общая подруга всех героев фильма) проживают в частном доме. В скором времени, Майкл Флидж, брат Райана, переезжает жить к ним в дом по причине того, что его бросила девушка из-за того, что она не хочет детей. Вскоре, Райан и Майкл находят коробку, в которой лежит старая камера, а также кассеты (из второй части фильма). Вот с этого всего всё странное и начинает происходить. Райан включает эту камеру и настраивает её. Потом он идёт с камерой в гостиную и обнаружает через объектив посреди комнаты странную призрачную фигуру. Однако он думает, что это просто глюк камеры. Пришла ночь, и Райан и Эмили уложили Лейлу спать. Снова идя в гостиную, Райан замечает, что фигура исчезла. На следующий день Райан и Майкл изучают найденную камеру изнутри. Она оказалась непохожа на все остальные. Потом, Райан, услышав голоса девочки на втором этаже дома, заходит в комнату Лейлы, и она говорит, что разговаривала с другом Тоби. Далее, Райан и Майкл воспроизводят таинственные кассеты из коробки. Записи на них были сняты с 1988 по 1992 год. На одной из кассет (с названием «Opening doors») они видят двух девочек (маленьких Кристи и Кэти) и их бабушку Лоис. Мужчина (из начала этого фильма) вводит Кристи в состояние транса. В трансе она точно описывает комнату Лейлы, говоря, что «кто-то там есть». После, запись неожиданно выключается вместе со светом и всей аппаратурой в комнате. Вечером Райан направляется к комнате Лейлы, и видит всё ту же призрачную фигуру. Майкл, который был в комнате, бросает в камеру мячик, чтобы разыграть его. А Райан начинает понимать, что эта камера не сломана, а способна записывать то, чего не может увидеть человеческий глаз.
Ночью Майкл и Скайлер выходят на улицу. Далее Скайлер ставит камеру. Неожиданно пролетает мчащаяся чёрная фигура. Потом, Скайлер поднимает камеру и идёт с Майклом к бассейну. Майкл и Скайлер видят эту же, чёрную фигуру, которая проносится над бассейном. Затем, Майкл и Скайлер идут дальше в кусты и внезапно замечают Лейлу. Потом, они идут с ней домой. На следующий день вся семья находит во дворе своего дома, в кустах яму, в которой лежат чётки Эмили. Все утверждают, что это Лейла их закопала, поэтому видимо и была на улице. Ночью Райан и Майкл снова изучают кассеты. На экране их телевизора показываются некоторые эпизоды, снятые в третьей части фильма. После просмотра Райан идёт в ванную комнату и видит Лейлу, стоящую перед зеркалом, которая что-то говорит. Под ним видна лужа крови. Райан уводит девочку из комнаты, а на зеркале появляются трещины. Утром, Райан и Скайлер изучают видео с тем, что делала Лейла прошлой ночью. Они поняли, что она играла в «Кровавую Мэри». После этого, Райан и Майкл находят в Интернете информацию о Кристи и Кэти, и о том, что их дом когда-то давно сгорел. Оказывается, дом, где живут герои этого фильма, был построен именно на месте того. После всего этого Райан устанавливает камеры в доме. Одну в гостиной, а вторую и третью в комнату Лейлы.
Ночью (не отмечена номером в фильме) в гостиной начинает качаться люстра, а Лейла встаёт с кровати. Потом девочка спускается в гостиную, и в течение нескольких минут смотрит на ёлку. После чего она возвращается в кровать, а люстра перестаёт качаться.
Первая ночь. На камеру в комнате Лейлы видна чёрная фигура, вылезающая из-под кровати. Потом фигура находится рядом с девочкой в течение нескольких часов. Затем Лейла разговаривает с ней. Через несколько минут Эмили приходит в комнату дочери. Эмили чувствует, что в ней почему-то холодно (видимо из-за присутствия призрака). Эмили укладывает Лейлу спать. Потом видно, что Эмили стоит прямо рядом с чёрной фигурой. Далее Эмили становится прямо на неё, и фигура исчезает. Эмили подходит к камере, фигура появляется снова и быстро со звуком вылетает сзади. На следующий день Райан спрашивает Лейлу о том, что она вставала ночью. Она отвечает, что её разбудил друг Тоби. Потом, Райан и Майкл просматривают одну из кассет и видят один из эпизодов третьей части фильма. После, показывается более поздний эпизод (не фигурирующий в третьей части фильма, записанный позже). На нём виден тот же мужчина (который был в начале этого фильма), а также маленькие Кристи и Кэти. Вечером, Райан и Майкл услышали странный звук где-то из комнаты Лейлы. Они идут туда. Райан поправляет одеяло девочки, оборачивается и видит чёрную фигуру, издающую громкий вопль. На следующий день Райан и Майкл изучают кадр из записи, на котором видна эта фигура. Они видят, что на ней появилось нечеловеческое лицо. Вскоре Райан переставляет камеру, из комнаты Лейлы на вход в её комнату.
Третья ночь. Камера снова фиксирует фигуру, сползающую с потолка в комнату Лейлы. Потом девочка встаёт с кровати и идёт в гостиную. Она берёт книгу Библию из комнаты родителей, обрывает листы из неё и бросает их в камин. После, Эмили идёт к Лейле и укладывает её спать. Чёрная фигура, находящаяся на потолке, слетает с потолка вниз на первый этаж. Потом с ёлки в гостиной неожиданно падает ангел. Утром, Эмили рассказывает Скайлер события прошлой ночи. Они уже давно поняли, что в доме творится что-то паранормальное. Потом, Эмили говорит Лейле, чтобы она больше не разговаривала с Тоби. После этого, Райан и Майкл опять смотрят кассеты, на которых они видят, что Кристи и Кэти опекает их бабушка (Лоис) вместо матери. А также видят того же мужчину, который был показан в начале фильма. Райан считает, что он к чему-то готовит девочек, и что этот мужчина у них главный.
Четвёртая ночь. Лейла опять встаёт с кровати, а Райан с Майклом продолжают смотреть кассеты. На одной из них они опять видят ту же Кристи в состоянии транса. Только она говорит, что видит в трансе совсем другое: еду, много телевизоров, кучу игрушек, двух мужчин-братьев смотрящих на неё. Затем Кристи громко кричит и тут же приходит Лейла. Она говорит, что не может уснуть, а затем чихает. На следующий день Райан показывает Эмили и Скайлер, как Лейла чихнула и Кристи, смотрящая на неё, сказала: «Будь здорова». У Райана сразу появились подозрения, что Кристи и Кэти следят за всем, что творится в доме. Потом, Лейла начинает что-то рисовать на стене своей комнаты. Далее, Эмили обнаруживает символы, которые нарисовала Лейла вокруг картины. Вечером Эмили показывает их Райану. Он говорит, что они связаны с ведьмами и дьяволами. Ночью, Райан и Эмили слышат звуки из комнаты Лейлы. Они пришли туда и видят, что девочка стоит перед балконом и играет на флейте. Из флейты выходят какие-то импульсы. Затем Эмили укладывает Лейлу спать. Далее, она говорит, что «кто-то хочет её забрать». Потом, Райан выходит из комнаты, отдаляется от неё и оборачивается. Он увидел перед комнатой Лейлы мужскую фигуру и, думая, что это Майкл, подходит к ней. Потом, снова оборачивается и видит, что она исчезла. Потом Райан и Эмили опять пришли к Лейле, подошли к её балкону, и из него мгновенно вылетела с громким звуком чёрная фигура. На следующий день Эмили звонит священнику, чтобы он помог семье устранить явления. Потом приходит к Лейле и рассказывает ей, что она делала и говорила прошлой ночью. Лейла утверждает, что ничего не помнит, а затем монотонно стучит игрушечной фигуркой. После приходит священник Тодд. Эмили и Райан объясняют ему, что творится в доме, а затем, показывают записи с камеры. Отец Тодд говорит, что Лейлу преследует демон. Эмили и Райан говорят, что надо уехать из дома. А священник настаивает и говорит, что демон последует за ними, и что он питается нашим страхом. Потом отец Тодд просит поговорить с Лейлой, смачивает ей голову святой водой и расспрашивает про её «интересного» друга. В ответ молчание, и через некоторое время всё достигает предела: Лейла нападает на священника. Отец Тодд просит всех сохранять спокойствие и обещает что-то придумать насчёт Лейлы. Позже, Райан и Эмили пытаются найти информацию о своём доме. Они думают, что кто-то поселил их в этом доме нарочно, что это чей-то заговор.
Шестая ночь. Эмили спит в комнате своей дочери. На камеру, снимающую в сторону этой комнаты, видна та же чёрная фигура. Она стоит несколько секунд, и камера падает со штатива. Райан бежит к камере и видит, что она упала. Потом будит Эмили, говоря, что произошло с камерой. Вдруг, Лейла просыпается и говорит: «Не бойся, мамочка». Сразу после этого в комнате неожиданно включается игрушка. Райан просит Эмили побыть с Лейлой. Потом внизу, в гостиной замечает Майкла. Райан видит, что позади него та же самая чёрная фигура. Она стоит за Майклом около 10 секунд, и затем, пролетает из-за его головы. Майкл сразу же её почувствовал. Райан спускается к нему. Он направляет камеру наверх и просит Эмили пока не ходить в гостиную. Потом направляет вниз и сразу видит эту же несущуюся чёрную фигуру. Райан и Майкл бегут на кухню и прячутся за столом. Выглянув из-под него, Райан увидел, что чёрная фигура приближается к нему. Снова спрятался. Опять выглядывает из-под стола и видит, что эта фигура уже почти рядом с ним. Потом все кухонные шкафы и ящики неожиданно открываются. Райан и Майкл уходят из кухни. На следующий день Райан смотрит всё те же кассеты. На экране телевизора видны эпизоды из конца третьей части фильма. Например, то, как тело Денниса изогнулось. Райан показывает запись Эмили. Она негативно комментирует её. Потом, Райан и Майкл идут в полицейский участок, говоря Эмили, что скоро придут. Эмили идёт к Лейле и предлагает ей пойти вниз и поиграть. Она отказывается, говоря, что ей и здесь хорошо. Тем временем на камеру видно, что пропадает свет, падающий на пол из окон, а также чёрная фигура, выползающая из-под пола. Эмили снова предлагает дочери пойти вниз. Вдруг Лейла неожиданно смеётся и снова отказывается. Эмили уходит из комнаты и берёт с собой камеру. Снова приближается к комнате. Приближаясь к двери, Эмили увидела рядом с Лейлой чёрную фигуру в виде демона со страшным лицом. Демон посмотрел на неё и дверь неожиданно захлопнулась. Эмили пытается открыть её. Через несколько секунд дверь открывается и Эмили видит, что фигура исчезла. Эмили выводит Лейлу из комнаты и ругается на демона. Позже Райан ищет какую-то из кассет, а также показывает Скайлер фотографию, которую нашёл в полицейском участке. На ней изображён Хантер (из четвёртой части фильма) и информация о нём, включая дату рождения. Выясняется, что Хантер и Лейла родились в один день (6 июня 2005 года). А также то, что Кэти убила Кристи и всю семью Хантера. Полиция ищет его и Кэти уже несколько лет. Райан находит ту кассету. Воспроизводит запись 1992 года, и показывает её Скайлер. На записи был Хантер. Почему-то он фигурировал на старой записи (когда ещё даже не родился). Позже, Скайлер идёт в гостиную и находит Лейлу, которая сидит на камине и смотрит наверх. Лейла говорит Скайлер, чтобы она отошла от неё.
Седьмая ночь. В комнате Лейлы загораются символы, которые она нарисовала вокруг картины на стене. Лейла просыпается, подходит к камере и смотрит в неё. Потом вокруг символов, в стене образовывается какой-то портал. Из портала слышится чей-то голос: «Лейла, поиграй со мной». Девочка идёт в него. Через час из портала выходит импульс, который роняет камеру со стола. Райан идёт в комнату и поднимает её. Вся семья пытается найти Лейлу, думая, что она куда-то пропала. Потом, Эмили и Райан находят девочку в её же комнате. Позже, вся семья с Лейлой едет провести эту беспокойную ночь в отеле. Утром, Скайлер и Майкл приезжают забрать вещи, которые забыли в доме. Однако Скайлер находит в комнате Лейлы какие-то рисунки. Они изображают Зверя Апокалипсиса, а Скайлер в книге «Путь Люцифера» находит послание, в котором говорится, что кровь неких двух людей, рождённых под одной луной должна вернуть к жизни некоего князя тьмы. Скайлер и Майкл поняли, что эти люди — это Лейла и Хантер. Их кровь нужна для того, чтобы демон обрёл человеческую плоть. Вдруг из коридора слышится звук. Скайлер и Майкл идут туда и видят, что дверь дома открыта. Потом, они идут в комнату Лейлы. Они видят, что девочка почему-то находится именно там, а не в отеле, выцарапывает руками что-то в стене (видимо портал) и говорит, что собирается «подарить кому-то жизнь». Позже, приезжают Райан и Эмили, и приходит Отец Тодд. Эмили говорит, что когда она и Райан задремали в отеле, Лейлы уже не было с ними. Она просто появилась в своей комнате. Отец Тодд говорит, что есть только единственный способ спасти Лейлу. А также то, что экзорцизм — это средство для тех, кто одержим дьяволом, а посему, демона надо полностью уничтожить. Отец Тодд разрабатывает план по изгнанию демона из тела Лейлы: надо обмочить простыни, на которых спали Райан и Эмили в святой воде, начертить на полу символ Ключа Соломона, загнать на этот символ демона, а после этого накинуть его простынями. Священник говорит, что Лейла связана с пророчеством, согласно которому ведьмы попытаются вернуть одного демона к жизни. Подарят ему плоть и дадут сойти на Землю, а Лейла и Хантер должны помочь им. Отец Тодд читает молитвы. Эмили ищет Лейлу, Райан омывает простыни, Скайлер чертит символ Ключа Соломона, а Майкл убирает ковёр с центра пола, чтобы ничего не помешало ритуалу изгнания демона из тела Лейлы. Священник просит насыпать соль вокруг символа, чтобы спровоцировать демона. Начинается настоящий хаос. Демон яростно сотрясает дом. Эмили приводит Лейлу в символ Ключа Соломона. Отец Тодд читает молитвы, которые должны изгнать демона из её тела. Дальнейшие события развиваются следующим образом:

### Концовки
1. Оригинальная концовка (доступна в телевизионной и интернет-версиях фильма).
Во время чтения молитвы Отцом Тоддом, у Лейлы глаза резко открываются и становятся чёрными, после чего она произносит фразу: «Он знает, что вы делаете». После этого в доме резко гаснет свет. Слышны вопли, стоны и рык демона. Эмили включает на камере режим ночного видения, чтобы было видно всё, что происходит. Далее сразу видно Отца Тодда, которого хватает демон и куда-то затаскивает (его дальнейшая судьба неизвестна, однако, исходя из альтернативной концовки, можно считать, что он мёртв), потом демон рычит всё громче, начинает кидаться столами и стульями. В конце концов удаётся заманить его на то место, где начерчен символ Ключа Соломона. После этого герои фильма закидывают его простынями, а Эмили читает молитву, после чтения которой демон исчезает. Казалось бы, всё в порядке, но внезапно Скайлер выблёвывает на Майкла кислотой, которая убивает обоих, а Лейла убегает в свою комнату. Райан и Эмили гонятся за девочкой. Райана также убивает демон во время погони и из него высовывается длинная рука. Затем он отпрыгивает назад. Далее Эмили видит, как Лейла попадает в некий портал в стене, который фигурировал в этом фильме. Не мешкая, Эмили следует за ней. Пока она находится там, камера показывает только помехи. Пробежавшись по порталу, Эмили отправляется в прошлое, а именно в ту ночь, во время которой происходит концовка третьей части фильма (в доме Кристи и Кэти). Ходя по дому, Эмили замечает впереди стоящую девочку. Она — та самая Кристи (из третьей части фильма). Девочка говорит: «Тьма наступает…». Потом она уходит, а Эмили идёт за ней. Далее Эмили видит впереди тёмную комнату, заходит в неё. Эмили включила на камере ночное видение, так как в помещении ничего не разглядеть, и увидела перед собой призрачные фигуры Кристи и Кэти. Одна из них (наверное, та же Кристи) говорит: «Свершилось. Он возродился…». Потом Эмили обернулась из-за того, что дверь в комнату закрылась. Обе девочки исчезли. Потом Эмили видит лужу крови. Видимо, Лейла уже пожертвовала своей кровью для плоти демона. Углубляясь внутрь комнаты, Эмили внезапно замечает свою дочь, которая говорит, что демон уже обрёл плоть. Тем временем, в комнате появляется и он сам. Эмили просит, чтобы демон пощадил Лейлу. В конце концов он убивает Эмили. А потом Лейла уходит с демоном и запись кончается, на чём повествование обрывается.
2. Альтернативная концовка (доступна исключительно в DVD-версии фильма).
В конце концов, Эмили, Скайлер, Майклу и Райану удаётся изгнать демона из тела Лейлы. Эмили и Райан собираются переезжать из дома, чтобы подобное больше с их дочерью не произошло, попутно уничтожая все доказательства произошедшего этой ночью. Райан и Эмили обнимаются, радуясь от того, что им удалось спасти свою дочь, хоть и очень дорогой ценой. Внезапно Райан замечает Лейлу рядом с юной Кристи и Кэти, однако он считает, что это просто глюк камеры.

## В ролях
| Актёр               | Роль                             |
| ------------------- | -------------------------------- |
| Крис Дж. Мюррэй     | Райан Флидж, дизайнер видеоигр   |
| Бриттани Шоу        | Эмили Флидж, жена Райана         |
| Дэн Гилл            | Майкл Флидж, брат Райана         |
| Айви Джордж         | Лейла Флидж, дочь Райана и Эмили |
| Хлоя Ксенджери      | Кэти, сестра Кристи              |
| Джесика Браун       | Кристи, сестра Кэти              |
| Халли Фут           | Лоис, бабушка Кэти и Кристи      |
| Оливия Тейлор Дадли | Скайлер                          |
| Майкл Кравич        | Отец Тодд                        |
| Марк Стегер         | демон Тоби                       |